# Elecciones al Parlamento Andino de Perú de 2006
Las elecciones al Parlamento Andino de Perú de 2006 se llevaron a cabo el 9 de abril del 2006, en conjunto con la elección presidencial y al congreso. En esta ocasión se elegirá la totalidad de 5 parlamentarios y 10 suplentes para el periodo 2006 - 2011.
Los requisitos para ser elegido parlamentario es ser peruano de nacimiento, haber cumplido veinticinco años y gozar del derecho de sufragio. Fueron las primeras elecciones para elegir a 5 representantes al Parlamento Andino por voto electoral.

## Sistema electoral
Se elegirán a 5 miembros a nivel nacional empleando el método de la cifra repartidora, con doble voto preferencial opcional.
Para las elecciones internas de los partidos, al menos las cuatro quintas partes del total de candidatos podrán ser elegidas mediante tres modalidades: con voto los afiliados y no afiliados; tan solo de los afiliados, o a través de los delegados elegidos por los órganos partidarios. Asimismo, una quinta parte del total podrán ser elegidos directamente por el órgano del partido que disponga en el Estatuto.

## Partidos y líderes
A continuación se muestra una lista de los partidos y alianzas electorales que participaron en la elección:
| Candidatura | Candidatura | Partidos y alianzas | Líderes | Líderes                      | Ideología                                                          | Ref.  |
| ----------- | ----------- | --- | ------- | ---------------------------- | ------------------------------------------------------------------ | ----- |
|             | APP         | Lista - Alianza para el Progreso                                                                                             |         | César Acuña Peralta          | Liberalismo económico Conservadurismo liberal Populismo de derecha | [ 3 ] |
|             | AF          | Lista - Alianza por el Futuro – Cambio 90 – Nueva Mayoría – Siempre Unidos – Sí Cumple                                       |         | Alberto Fujimori Fujimori    | Fujimorismo Conservadurismo social Populismo de derecha            | [ 3 ] |
|             | AvP         | Lista - Avanza País - Partido de Integración Social                                                                          |         | Pedro Cenas Casamayor        | Socialdemocracia Etnocacerismo                                     | [ 3 ] |
|             | CFP         | Lista - Con Fuerza Perú (CFP)                                                                                                |         | María Jesús Espinoza Matos   | Fujimorismo Conservadurismo social                                 | [ 3 ] |
|             | AP–SP– CNI  | Lista - Frente de Centro (AP–SP–CNI) – Acción Popular (AP) – Somos Perú (SP) – Coordinadora Nacional de Independientes (CNI) |         | Valentín Paniagua Corazao    | Nacionalismo cívico Democracia cristiana Reformismo                | [ 3 ] |
|             | FIM         | Lista - Frente Independiente Moralizador (FIM)                                                                               |         | Fernando Olivera Vega        | Reformismo                                                         | [ 3 ] |
|             | J           | Lista - Justicia Nacional (J)                                                                                                |         | Jaime Salinas López-Torres   | Liberalismo económico Conservadurismo social                       | [ 3 ] |
|             | MNI         | Lista - Movimiento Nueva Izquierda (MNI)                                                                                     |         | Rolando Breña Pantoja        | Marxismo-leninismo Mariateguismo Socialismo democrático            | [ 3 ] |
|             | APRA        | Lista - Partido Aprista Peruano (APRA)                                                                                       |         | Alan García Pérez            | Aprismo                                                            | [ 3 ] |
|             | PS          | Lista - Partido Socialista (PS)                                                                                              |         | Javier Diez-Canseco Cisneros | Socialismo democrático Mariateguismo                               | [ 3 ] |
|             | PA          | Lista - Perú Ahora (PA) |         | Luis Guerrero Figueroa       | Partido atrapalotodo                                               | [ 3 ] |
|             | PP          | Lista - Perú Posible (PP) |         | Alejandro Toledo Manrique    | Socioliberalismo Democracia liberal Tercera vía                    | [ 3 ] |
|             | P           | Lista - Proyecto País |         | Carlos Ramos Ore             | Partido atrapalotodo                                               | [ 3 ] |
|             | RD          | Lista - Reconstrucción Democrática (RD)                                                                                      |         | Ricardo Flores Chipoco       | Partido atrapalotodo                                               | [ 3 ] |
|             | RA          | Lista - Renacimiento Andino (RA)                                                                                             |         | Ciro Gálvez Herrera          | Indigenismo Plurinacionalismo Socialdemocracia                     | [ 3 ] |
|             | RN          | Lista - Restauración Nacional (RN)                                                                                           |         | Humberto Lay Sun             | Liberalismo económico Conservadurismo social Humanismo cristiano   | [ 3 ] |
|             | RP          | Lista - Resurgimiento Peruano (RP)                                                                                           |         | Ántero Asto Flores           | Partido atrapalotodo                                               | [ 3 ] |
|             | UN          | Lista - Unidad Nacional (UN) – Partido Popular Cristiano (PPC) – Solidaridad Nacional (SN) – Renovación Nacional (RN)        |         | Lourdes Flores Nano          | Democracia cristiana Conservadurismo Neoliberalismo                | [ 3 ] |
|             | UPP         | Lista - Unión por el Perú (UPP)                                                                                              |         | Ollanta Humala Tasso         | Socialismo Nacionalismo de izquierda Progresismo                   | [ 3 ] |

## Lista de Candidatos
A continuación la lista de candidatos al Parlamento Andino de cada partido político. 

### Unión por el Perú
| Unión por el Perú | Unión por el Perú                                    |
| ----------------- | ---------------------------------------------------- |
| 1                 | Juan Mariátegui Malarín                              |
| 2                 | Elsa Malpartida Jara                                 |
| 3                 | Félix Rojas Farías (Excluido)                        |
| 4                 | Emeterio Tacuri Huarcaya                             |
| 5                 | Racila Ferrel Ramírez (Denegado)                     |
| 6                 | David Tejada Pardo                                   |
| 7                 | Hernán Gonzales Espinoza                             |
| 8                 | Luis Alberto Delgado Béjar                           |
| 9                 | Roxana Luz Reyes Tello                               |
| 10                | Luis Alberto Mendieta Gavirondo                      |
| 11                | Juan Eduardo Peña Figueroa (Denegado)                |
| 12                | Agustina Carmela Torres Rodríguez (Denegado)         |
| 13                | Rosa Dueñas Morales                                  |
| 14                | Nilda Pariona Fonseca                                |
| 15                | Bernardo Alejandro Marco Antonio Trefogli y Trefogli |

### Partido Aprista Peruano
| Partido Aprista Peruano | Partido Aprista Peruano             |
| ----------------------- | ----------------------------------- |
| 1                       | Wilbert Bendezú Carpio              |
| 2                       | Rosa León Flores                    |
| 3                       | Elsa Mantilla Portocarrero          |
| 4                       | Fernando Fuenzalida Vollmar         |
| 5                       | Víctor Manuel López García          |
| 6                       | Sisi Magali Silva Granados          |
| 7                       | José Fernando Arias Vera            |
| 8                       | Julián Isaac Barra Catacora         |
| 9                       | Harry Gerardo Morris Abarca         |
| 10                      | Victoria Chimpen Chimpen (Denegado) |
| 11                      | Wilson Ascencio Yumbato Rojas       |
| 12                      | Héctor Tapia Cano                   |
| 13                      | Ana María Aldave Malpartida         |
| 14                      | Iván Zumaeta Flores                 |
| 15                      | José Antonio Jacinto Torres Iriarte |

### Unidad Nacional
| Unidad Nacional | Unidad Nacional                           |
| --------------- | ----------------------------------------- |
| 1               | Rafael Rey Rey                            |
| 2               | Auristela Obando Morgan                   |
| 3               | Franko Saenz Carrasco                     |
| 4               | Francisco Miguel Alfonso Sarmiento Oviedo |
| 5               | Enrique Balmaceda Amorrortu               |
| 6               | Francisco Gavidia Arrascue                |
| 7               | Henry Elías Aldea Correa                  |
| 8               | Jaime Delgado Barreda                     |
| 9               | Pastora Udelia Butrón Zeballos            |
| 10              | María del Carmen Sega Cárcamo             |
| 11              | Luis Jesús Flores Paredes                 |
| 12              | Carmen Viviana Meza Gutiérrez             |
| 13              | Rafael Risco Boado                        |
| 14              | Pamela del Rosario Pérez Carrión          |
| 15              | Luis Felipe Cobeña Navarrete              |

### Alianza por el Futuro
| Alianza por el Futuro | Alianza por el Futuro                                      |
| --------------------- | ---------------------------------------------------------- |
| 1                     | Andrés Reggiardo Sayán                                     |
| 2                     | Ana Cecilia Matsuno de Cheng                               |
| 3                     | Luis Alberto Silva-Santisteban García-Seminario (Denegado) |
| 4                     | Genaro Colchado Arellano                                   |
| 5                     | María Teresa Montes Rengifo                                |
| 6                     | Jesús Chumpitaz Vásquez                                    |
| 7                     | Hugo Zea Barriga                                           |
| 8                     | Jorge Lira Pinto                                           |
| 9                     | César Augusto Morgan Alcalde                               |
| 10                    | Víctor Raúl Fernández Bustinza                             |
| 11                    | Karla Schaefer                                             |
| 12                    | Iván Germán Caro Rossel                                    |
| 13                    | Mario Alfonso Nieto Béjar                                  |
| 14                    | Judith Pilares Villagarcía                                 |
| 15                    | Zoila Pilar Jesusi Casas                                   |

### Frente de Centro
| Frente de Centro | Frente de Centro                        |
| ---------------- | --------------------------------------- |
| 1                | Mesías Guevara Amasifuén                |
| 2                | Juan Carlos León Siles                  |
| 3                | Manuel Gabriel Gallastegui Sabroso      |
| 4                | Violeta Chávez Ávalos                   |
| 5                | Justina Apaza López                     |
| 6                | Marco Tulio Alocen Barrera              |
| 7                | Raúl Arturo Venero Álvarez              |
| 8                | Liana Alicia Fernández de Córdova Calle |
| 9                | Miguel Orellana Bernales                |
| 10               | Consuelo Assurza Junco de Contreras     |
| 11               | Amparo Arancibia Meléndez               |
| 12               | Rosa Leonor Valencia García             |
| 13               | Rodolfo Eduardo Padilla Carhuaz         |
| 14               | Guillermo Valdivieso Méndez             |
| 15               | Juan Manuel Siccha Novoa                |

### Restauración Nacional
| Restauración Nacional | Restauración Nacional                      |
| --------------------- | ------------------------------------------ |
| 1                     | Eleazar José Manuel Alejandro Soria Ibarra |
| 2                     | Juan Carlos Gonzáles Ardiles               |
| 3                     | Bertha Arellano Rivera                     |
| 4                     | Javier Rubén Tovar Brandan (Denegado)      |
| 5                     | Óscar Josué Zamora Armas                   |
| 6                     | Miguel Campos Arredondo                    |
| 7                     | Rosa Elena Zaravia Rojas                   |
| 8                     | Roberto Tronco Criollo                     |
| 9                     | Jorge Luis Patow López (Denegado)          |
| 10                    | Julio Oswaldo Roncagliolo Goytizolo        |
| 11                    | Jaime Córdova Valcarcel                    |
| 12                    | Felipe Farfán Guillén                      |
| 13                    | Maritza Alzamora Torres                    |
| 14                    | María Isabel Marcone Díaz                  |
| 15                    | Rosa Emilia Rodríguez Tarazona             |

### Perú Posible
| Perú Posible | Perú Posible                                |
| ------------ | ------------------------------------------- |
| 1            | Doris Sánchez Pinedo                        |
| 2            | Humberto Zanelly Reyes (Denegado)           |
| 3            | Luis Aquiles Córdova Farías                 |
| 4            | Juan Aníbal Moncada Freitas                 |
| 5            | Neli Ayala Romero (Denegado)                |
| 6            | Irma Mónica Flores Torres (Denegado)        |
| 7            | César Mendivil Peralta                      |
| 8            | Julio Rivero Parto (Denegado)               |
| 9            | Ingrid Francis Torres Hinostroza (Denegado) |
| 10           | Jorge Arturo Paz Machado                    |
| 11           | Edison Reátegui Montoya                     |
| 12           | Betzabe Martha Cardoza Torres               |
| 13           | Juana Yolanda Gutiérrez D'Acosta de Taboada |
| 14           | Grimaldo Ordinola Reyes (Denegado)          |
| 15           | Hugo Zavala Chávez (Denegado)               |

### Alianza para el Progreso
| Alianza para el Progreso | Alianza para el Progreso                 |
| ------------------------ | ---------------------------------------- |
| 1                        | Héctor Acuña Peralta                     |
| 2                        | Humberto Llempén Coronel                 |
| 3                        | Brijaldo Orbegoso Venegas                |
| 4                        | Emilia Urbina Ganvini                    |
| 5                        | Eufemia Pérez Vera                       |
| 6                        | Guillermo Oswaldo Reaño Asian (Denegado) |
| 7                        | Jorge La Torre Dávila                    |
| 8                        | Teresita Bravo Malca                     |
| 9                        | María Manay Sáenz                        |
| 10                       | Casinaldo Saucedo Gonzales (Denegado)    |
| 11                       | Haydeé Guillén Hurtado                   |
| 12                       | Freddy Aponte Guerrero                   |
| 13                       | Juan Chávez Sánchez                      |
| 14                       | Luisa Reyes Rodríguez (Denegado)         |
| 15                       | Elías Wilfredo del Cárpio Gómez          |

### Partido Socialista
| Partido Socialista | Partido Socialista                   |
| ------------------ | ------------------------------------ |
| 1                  | Hugo Blanco Galdós                   |
| 2                  | María Isabel Remy Simatovic          |
| 3                  | Alejandro Santa María                |
| 4                  | Lucrecia Ochoa Berreteaga            |
| 5                  | Julio César Bazán Figueroa           |
| 6                  | Javier Antonio Mujíca Petit          |
| 7                  | René Oswaldo Pacheco Gamarra         |
| 8                  | Pastor Palli Palli                   |
| 9                  | José Jesús Guerrero Flores           |
| 10                 | Ana Cecilia Silva Flores (Denegado)  |
| 11                 | Pilar Peña Arrunategui               |
| 12                 | Alejandro Villayzan Aguilar          |
| 13                 | Guillermo Antonio Onofre Flores      |
| 14                 | Augusta Lorena Flores Carrillo Frías |
| 15                 | Jorge Bracamonte Allaín              |

### Justicia Nacional
| Justicia Nacional | Justicia Nacional                    |
| ----------------- | ------------------------------------ |
| 1                 | José Carlos Luque Otero              |
| 2                 | Mara Ortega Matute                   |
| 3                 | Luis Abelardo Renteros Pineda        |
| 4                 | Walter Velásquez Calla               |
| 5                 | Yessica Mercedes Baquedano Contreras |
| 6                 | María Inés Gómez Moreno              |
| 7                 | Aldo Rafael Sánchez Lozano           |
| 8                 | Hugo Isaías Ormeño Huapaya           |
| 9                 | Sarina Vialita Manrique Taipe        |
| 10                | Mario Carlos Vento Zegarra           |
| 11                | Víctor Raúl Acuña Arcos              |
| 12                | Walter Teodosio Cerrón Aguirre       |
| 13                | Ángel Agustín Jorge Palomino         |
| 14                | Janina Morales Román                 |
| 15                | Fernando Capuñay Chafloque           |

### Con Fuerza Perú
| Con Fuerza Perú | Con Fuerza Perú                           |
| --------------- | ----------------------------------------- |
| 1               | Julia Socorro Espinoza Matos              |
| 2               | Benjamín Moisés Carrasco del Cárpio       |
| 3               | Javier David Hermitaño Benito             |
| 4               | Cloaldo Mauricio Ortega Ortega (Denegado) |
| 5               | Walter Pepe Ibáñez Olivares               |
| 6               | Perci Morillo Ponte                       |
| 7               | Teodoro Felipe Quintana Blanco            |
| 8               | Edit Ruth Reyes Chayguaque                |
| 9               | Raquel Josefina Ramírez Anaya             |
| 10              | Edith López Espinoza                      |
| 11              | Grover Malpartida Villanueva (Denegado)   |
| 12              | Miriam Amoretti Sánchez                   |
| 13              | Eladio López Palomino                     |
| 14              | Alfredo Edmundo Romero Ramírez            |
| 15              | Hekar Utrilla Bustos                      |

### Movimiento Nueva Izquierda
| Movimiento Nueva Izquierda | Movimiento Nueva Izquierda                 |
| -------------------------- | ------------------------------------------ |
| 1                          | Julio Raffo Muñóz                          |
| 2                          | Talia Antia Vega Sologuren                 |
| 3                          | Carlos Gerardo Benavides Caldas            |
| 4                          | Yudy Caty Campos Llontop                   |
| 5                          | Walter Marino Romero Quinto                |
| 6                          | Alberto Contreras Mendoza                  |
| 7                          | Elsa Baldeón Astuhuaman (Denegado)         |
| 8                          | Rosario Soledad Oyola Armas (Denegado)     |
| 9                          | Jorge Augusto Rodríguez Montero (Denegado) |
| 10                         | Magalli Elisa Rosado Cautín                |
| 11                         | Ricardo Antonio Silva Rivas                |
| 12                         | Felipe Guerrero Vega (Denegado)            |
| 13                         | Teodoro Ricardo Amado Bravo                |
| 14                         | Imelda Cavero Agurto de Cervantes          |
| 15                         | Juan Federico García Hurtado               |

### Frente Independiente Moralizador
| Frente Independiente Moralizador | Frente Independiente Moralizador            |
| -------------------------------- | ------------------------------------------- |
| 1                                | Carlos Jorge Heraud Solari                  |
| 2                                | Elsa Gavina Enríquez Carpio de Vega         |
| 3                                | Francisco Galindo Romero                    |
| 4                                | Rosa Olinda Manrique Nicho (Denegado)       |
| 5                                | Ángel Johnny Saenz Jiménez (Denegado)       |
| 6                                | Arnulfo Alfonso Toledo Campos               |
| 7                                | Miguel Ernesto Vila Colombiel (Denegado)    |
| 8                                | Miriam Soila Guía Atahua                    |
| 9                                | Abel David Pariona Cervantes                |
| 10                               | Florencio Rivero Cervantes                  |
| 11                               | Fernando Augusto Jarama Cáceres             |
| 12                               | Elva Grimaneza Campos Boulangger (Denegado) |
| 13                               | Consuelo Julia D'Arrigo Martínez            |
| 14                               | María Angélica Mayo Anglas                  |
| 15                               | Ana Cecilia Chirinos Vilarruel de Llontop   |

### Avanza País
| Avanza País | Avanza País                             |
| ----------- | --------------------------------------- |
| 1           | Feliciano Urbano Felix Jaimes           |
| 2           | Lupe Stalin Valdivia Rosas              |
| 3           | Enrique Rolando Morales Mattos          |
| 4           | Hiveth Rosalin Huerta Rondan (Denegado) |
| 5           | Eda Mercedes Rubio Valqui               |
| 6           | Jorge Mamberto Lara Tineo               |
| 7           | Carlos Alberto Escobar Ayulo            |
| 8           | Óscar Zamaolla Santisteban              |
| 9           | Roxana Shirley Angulo Cavero            |
| 10          | Jorge Alfonso Torres                    |
| 11          | Ana Cecilia Fernández Castro (Denegado) |
| 12          | Nerio Huacac Espinoza                   |
| 13          | Dionicio Vargas Mamani                  |
| 14          | Isabel Hilda Baltazar Mavila            |
| 15          | David Chavarría Barbarán                |

### Renacimiento Andino
| Renacimiento Andino | Renacimiento Andino                           |
| ------------------- | --------------------------------------------- |
| 1                   | Jorge Luis Chávez Encinas (Denegado)          |
| 2                   | Braulio Juan de Dios Grajeda Bellido          |
| 3                   | Margarita Arámbulo Banda (Denegado)           |
| 4                   | Jorge Alberto Idrogo Arrascue (Denegado)      |
| 5                   | María del Carmen Rebaza Pimentel              |
| 6                   | José Pascual Palacios Mogollón                |
| 7                   | Octavio Alagón Huamaní                        |
| 8                   | Pablo Iparraguirre Ramírez                    |
| 9                   | Enrique Freddy Rivera Castro                  |
| 10                  | Concepción Enrique Espinoza Endara (Denegado) |
| 11                  | Margot Miriam Bastidas Atahuaman              |
| 12                  | Fausto Nonato Ramos                           |
| 13                  | Cecilio Claudio Cueva Yñigo                   |
| 14                  | Enedina Justa Coronado Ninamancco             |
| 15                  | Juana Alejandrina Mantilla Llanos             |

### Reconstrucción Democrática
| Reconstrucción Democrática | Reconstrucción Democrática                |
| -------------------------- | ----------------------------------------- |
| 1                          | Adan Moisés Contreras Vicente             |
| 2                          | Rodolfo Béjar Enriquez                    |
| 3                          | Rosalina Paz Valenzuela                   |
| 4                          | Martín José Cartolín                      |
| 5                          | Matías Trujillo Alarcón (Denegado)        |
| 6                          | Wilder Ricardo Astocondor Huayanay        |
| 7                          | Nisa Yesel Villa Matos                    |
| 8                          | Jesús Sánchez Castillo                    |
| 9                          | María Teresa Poma Quicaño                 |
| 10                         | Arquimedes Reyes Saciga (Denegado)        |
| 11                         | Mirta Elizabet Huamalies Pilco (Denegado) |
| 12                         | Ricardo Fernando Balvin Onofre            |
| 13                         | Rosa Isabel Zamora Vásquez                |
| 14                         | Rita Milagros Carpio Onofre               |
| 15                         | Dante Samuel Sánchez Díaz                 |

### Perú Ahora
| Perú Ahora | Perú Ahora                                 |
| ---------- | ------------------------------------------ |
| 1          | Jorge Antonio Mendoza Caruzo               |
| 2          | Patricio Raúl Aranda Torres                |
| 3          | Antonio Sánchez Ochoa                      |
| 4          | Elizabeth Geraldine Menendez Quispe        |
| 5          | Nerida Rosario Sarmiento Sánchez           |
| 6          | José Antonio Cerón Cabezas                 |
| 7          | Deiser Rubén Ravines Bazán                 |
| 8          | Juan Walter Mendoza Paucarmayta (Denegado) |
| 9          | María Eudocia Spiran Ventura               |
| 10         | Víctor Antonio Estrada Bastos              |
| 11         | José Eduardo de Cárdenas Falcón            |
| 12         | Greta Lily Díaz Camacho                    |
| 13         | Graciela María Pajuelo Villafuerte         |
| 14         | María Telcida Fuentes Aranda               |
| 15         | Pablo Alfonso de Almeida Núñez             |

### Resurgimiento Peruano
| Resurgimiento Peruano | Resurgimiento Peruano                     |
| --------------------- | ----------------------------------------- |
| 1                     | Sabino Martín Ttito Lima                  |
| 2                     | Roberto Pineda Chavarría                  |
| 3                     | Isabel Patricia Mattos Jara               |
| 4                     | Daniel Pedro José Castillo Narrea         |
| 5                     | Luz Maribel Velásquez Peña                |
| 6                     | Edgar Ricardo Arellano Coronel            |
| 7                     | Virginia Carmen Sandoval Casas            |
| 8                     | Wilson Elmer Obeso Díaz (Denegado)        |
| 9                     | Violeta Rosalía Carlín Uzategui           |
| 10                    | Luis Alfredo Bravo Gonzales               |
| 11                    | Florinda Córdova López                    |
| 12                    | Dina Josefina Cruz Juárez                 |
| 13                    | Carmen Elizabeth Giordano Velásquez       |
| 14                    | Pedro Gregorio Lóez Valladares            |
| 15                    | Marco Antonio Serna Saint Pere (Denegado) |

### Proyecto País
| Proyecto País | Proyecto País                          |
| ------------- | -------------------------------------- |
| 1             | Helio Vílchez Jorge                    |
| 2             | Carlos Alexander Gabe Villaverde       |
| 3             | Patricia Angela Salazar Gonzales       |
| 4             | Hugo Taipe Janampa                     |
| 5             | Sonia Oshita Maguiña                   |
| 6             | Tatiana Estefanía Chirinos Oshita      |
| 7             | Homero César Gomero Virrueta           |
| 8             | Jorge Padilla Romero                   |
| 9             | Jacquelín Gomez Alania                 |
| 10            | Luis Octavio Pinto Meza (Denegado)     |
| 11            | Yanet Milagritos Arce Casos            |
| 12            | Erik Arauco Segovia                    |
| 13            | Giovanni Barreto Mesaico               |
| 14            | Edith Rocio Vizcarra Méndez (Denegado) |
| 15            | Ernesto José Chamorro López            |

## Resultado

### Nacional
|  | 23.969 % |

|  | 22.597 % |

|  | 21.244 % |

|  | 9.300 % |

|  | 5.619 % |

|  | 5.109 % |

|  | 2.270 % |

|  | 1.647 % |

|  | 1.642 % |

|  | 1.137 % |

|  | 1.121 % |

|  | 0.958 % |

|  | 0.909 % |

|  | 0.753 % |

|  | 0.622 % |

|  | 0.321 % |

|  | 0.288 % |

|  | 0.259 % |

|  | 0.238 % |

### Listado de Parlamentarios Andinos 2006-2011
| Candidatos electos      | Partido                 | Votos   |
| ----------------------- | ----------------------- | ------- |
| Juan Mariátegui Malarín | Unión por el Perú       | 291 223 |
| Elsa Malpartida Jara    | Unión por el Perú       | 270 932 |
| Wilbert Bendezú Carpio  | Partido Aprista Peruano | 333 092 |
| Rosa León Flores        | Partido Aprista Peruano | 235 630 |
| Rafael Rey Rey          | Unidad Nacional         | 611 638 |

| Candidatos suplentes electos | Partido                 | Votos   |
| ---------------------------- | ----------------------- | ------- |
| Emeterio Tacuri Huarcaya     | Unión por el Perú       | 64 736  |
| Hernán Gonzales Espinoza     | Unión por el Perú       | 27 826  |
| David Tejada Pardo           | Unión por el Perú       | 38 785  |
| Luis Delgado Béjar           | Unión por el Perú       | 21 955  |
| Víctor Manuel López García   | Partido Aprista Peruano | 104 301 |
| Fernando Fuenzalida Vollmar  | Partido Aprista Peruano | 69 721  |
| Elsa Mantilla Portocarrero   | Partido Aprista Peruano | 80 484  |
| Sisi Magali Silva Granados   | Partido Aprista Peruano | 35 768  |
| Auristela Obando Morgan      | Unidad Nacional         | 164 880 |
| Franko Saenz Carrasco        | Unidad Nacional         | 50 187  |